# Karabin Mauser M1916
Mauser Selbstlader M1916 (również: Selbstlader Karabiner Mauser M 1916; Fliegerkarabine 15) – niemiecki karabin samopowtarzalny z okresu I wojny światowej, zaopatrzony w wymienny 20 lub 25 nabojowy magazynek.

## Historia
Broń ta została opracowana jako rozwinięcie innego prototypowego karabinu samopowtarzalnego – M1906/08, który nie wszedł do produkcji seryjnej. Testowany w początkowym okresie wojny przez Armię Cesarstwa Niemieckiego, okazał się jednak kompletnie nieprzydatny jako uzbrojenie piechoty ze względu na ogromną wrażliwość na zanieczyszczenia oraz znaczny odrzut. Mimo to w 1916 został przyjęty przez niemieckie siły powietrzne Luftstreitkräfte jako Mauser Selbstlader M1916, stanowiąc wyposażenie załóg samolotów, balonów i sterowców. Ze względu na skomplikowaną i drogą produkcję, wyprodukowano jedynie około 1000 egzemplarzy, które sukcesywnie były zastępowane przez pochodzące z importu, tańsze (ale równie wrażliwe na zanieczyszczenia) karabiny samopowtarzalne Mondragón. M1916 produkowano w dwóch wersjach, różniących się długością jako: karabin oraz karabinek. Po upowszechnieniu się w lotnictwie karabinów maszynowych, karabiny M1916 zostały całkowicie wycofane z uzbrojenia.